# جماعت برروشان
جماعت نظرشاه دادخدائوف (تا سال ۲۰۱۲ - جماعت بَرروشان  ) یک جماعت در ناحیه روشان در منطقه خودمختار کوهستانی بدخشان تاجیکستان است.